# Bulbophyllum monosema
Bulbophyllum monosema är en orkidéart som beskrevs av Rudolf Schlechter. Bulbophyllum monosema ingår i släktet Bulbophyllum och familjen orkidéer. Inga underarter finns listade i Catalogue of Life.